# Paul Denso
Oskar Max Friedrich Paul Denso (* 15. März 1873 in Dresden; † 24. November 1944 in Hainsberg bei Dresden) war ein deutscher Lepidopterologe.

## Leben
Nach dem Besuch der Dresdner Kreuzschule studierte Paul Denso in Jena und Rostock Technik und promovierte zum Dr. phil., da es einen Dr.-Ing. zu dieser Zeit nicht gab. Schon während des Studiums hatte er starkes Interesse an Geologie, Botanik und Zoologie, das sein Vater bei ihm geweckt haben soll. Nach dem Studium ging er nach Dresden zurück und hatte Kontakt zu den dortigen Lepidopterologen. Am 19. März 1899 heiratet er in Dresden Franziska Pauline Elsbeth Klahre, Adoptivtochter von Eduard Schnorr von Carolsfeld.
1901 ging er nach dem Niedergang des elterlichen Betriebs nach Lancy bei Genf und arbeitete als Privatdozent. Von dort unternahm er viele Ausflüge in die Alpen und nach Korsika während derer viele Fotos von Schmetterlingen entstanden. 1910 bekam er eine Anstellung in der
Tessenowschen Bildungsanstalt in der Gartenstadt Hellerau in Dresden. In seiner Zeit in Hellerau züchtete er viele Hybriden von Schwärmern, mit denen er sich schon in Genf befasste. Er schrieb den Anhang über Schwärmer-Hybriden für Adalbert Seitz’ Die palaearktischen Spinner und Schwärmer, dem zweiten Band der Buchreihe Die Großschmetterlinge der Erde, und übernahm zeitweise die Redaktion der entomologischen Zeitschrift Iris aus Dresden.
Nach dem Ersten Weltkrieg arbeitete er für die Sócietè de Graphites Sahanavo als leitender Ingenieur in Madagaskar. Er wohnte in einem Bungalow am Berghang und hatte schon elektrisches Licht, mit dem er Nachts Falter anlockte (Lichtfalle). In dieser Zeit konnte er zur Klärung der Biologie der Schwärmerart Xanthopan morganii praedicta beitragen. Sie wurde von Charles Darwin vorhergesagt, nachdem er die über 30 cm langen Lippensporne der Orchidee Angraecum sesquipedale gesehen hatte. Denso stellte fest, dass der Schwärmer nicht der einzige Bestäuber ist, sondern sich ein Nektarvogel mit Krallen und Schnabel auch Zugang zum Nektar verschafft.
Durch den Ausbruch des Zweiten Weltkriegs 1939 endeten seine Forschungen und während seiner französischen Internierung im Lager Moramanga gingen alle Fotos, seine Aufzeichnungen und Sammlung verloren. Manche Falter blieben erhalten, da sie sich in Kommission bei der Firma Staudinger & Bang-Haas in Dresden befanden. Ein Teil seiner Aufzeichnungen hatte sein Schwiegersohn Friedrich Schnack nach München mitgenommen. Vom Lager auf Madagaskar wurde Paul Denso nach Marseille verlegt und anschließend in die Pyrenäen, wo er nach der deutschen Besetzung Südfrankreichs befreit wurde. Er fand Unterkunft in Hainsberg bei seinem Bruder William und verstarb 1944 unerwartet an einem Herzleiden.
Seine erhalten gebliebene Hybriden-Sammlung und die madagassischen Falter von Staudinger & Bang-Haas befinden sich heute im Museum für Tierkunde Dresden.

## Sonstiges
Der Schwärmer Nephele densoi Keferstein, 1870 ist nach seinem Vater Albrecht Eugen Friedrich Denso benannt, der niederländischer Konsul im indischen Karatschi war.